# Karimatski prolaz
Karimatski prolaz je morski prolaz koji povezuje Južnokinesko more s Javanskim morem. Nalazi se između otoka Borneo i otoka Belitunga koji se nalazi pokraj istočne obale Sumatre. Širok je oko 120 m, a dubok do 200 m.
Belitung je odvojen od otoka Bangka prema zapadu prolazom Gaspar. Otok Bangka nalazi se kraj istočne obale Sumatra, odvojen prolazom Bangka. Karimatsko otočje nalazi se u istočnom dijelu Karimatskog prolaza, sjeveroistočno od otoka Belitung, nedaleko od zapadne obale otoka Borneo.